# Comienzo del final
«Comienzo del final» es el segundo sencillo del cantautor venezolano Jeremías de su álbum de estudio Un día más en el gran circo. La canción alcanzó el puesto 12 en el Latin Pop Airplay y el número 24 en el Hot Latin Songs.

## Promoción
Para promocionar el sencillo se grabó un videoclip de la canción. En el vídeo se ve a Jeremías junto a su pareja a la que le canta y le pide que no acaben, mientras recuerdan su tiempo como pareja.

## Recepción
«Comienzo del final» debutó en el puesto 44 del Hot Latin Songs el 2 de febrero de 2008 y alcanzó su máxima ubicación en el número 24 el 1 de marzo, y en total estuvo once semanas en la lista. La canción llegó al lugar 12 en el Latin Pop Airplay el 22 de marzo.

## Listas
| Lista (2007)                       | Mejor posición |
| ---------------------------------- | -------------- |
| Estados Unidos (Latin Pop Airplay) | 12             |
| Estados Unidos (Hot Latin Songs)   | 24             |
| HTV                                | 11             |
| Iberoamérica                       | 23             |